# Конвой QP-1
QP-1 — арктический конвой времён Второй мировой войны.
Первый (обратный) малый океанский тихоходный специальный конвой, вышедший навстречу конвою PQ-1 из Архангельска (СССР), 28 сентября 1941 года. 10 октября 1941 года он прибыл в бухту Скапа-Флоу на Оркнейских островах. 
Конвой достиг своего места назначения в полном составе.

## Состав конвоя
Конвой состоял из 5 английских судов и 1 голландского судна, пришедших в Архангельск с конвоем «Дервиш», а также из 8 советских пароходов. Торговые суда были загружены лесом. 

### Торговые суда
Торговые суда, тоннажем свыше 1 900 тонн:
| Список грузовых судов конвоя QP-1 | Список грузовых судов конвоя QP-1 | Список грузовых судов конвоя QP-1 | Список грузовых судов конвоя QP-1 | Список грузовых судов конвоя QP-1 | Список грузовых судов конвоя QP-1 | Список грузовых судов конвоя QP-1 | Список грузовых судов конвоя QP-1 | Список грузовых судов конвоя QP-1 | Список грузовых судов конвоя QP-1 | Список грузовых судов конвоя QP-1 |
| № п/п                             | Название судна русское            | Название судна английское         | Тип судна                         | Страна                            | № в ордере (CR)                   | Тоннаж (брт)                      | Год                               | Груз                              | Экипаж/потери                     | Дополнительная информация |
| --------------------------------- | --------------------------------- | --------------------------------- | --------------------------------- | --------------------------------- | --------------------------------- | --------------------------------- | --------------------------------- | --------------------------------- | --------------------------------- | --- |
| 1                                 | «Алма-Ата»                        | SS Alma-Ata                       | грузовое судно                    | СССР                              | 32                                | 3 611                             | 1920                              | Лес                               |                                   | Прибыл в Скапа-Флоу 10 октября. |
| 2                                 | «Альчиба»                         | SS Alchiba                        | грузовое судно                    | Нидерланды                        | 21                                | 4 427                             | 1920                              | Лес                               |                                   | Прибыл в Скапа-Флоу 10 октября. |
| 3                                 | «Блэк Рейнджер»                   | RFA Black Ranger (A163)           | флотский танкер                   | Великобритания                    | 43                                | 3 417                             | 1941                              | Топливо                           |                                   | В составе конвоя с 4 октября 1941 года, 4 октября вместе с эсминцем «Энтони» присоединился к конвою QP-1. Прибыл в устье реки Клайд 7 октября 1941 года. |
| 4                                 | «Буденный»                        | SS Budenni                        | грузовое судно                    | СССР                              | 43                                | 2 482                             | 1923                              | Лес                               |                                   | Прибыл в Скапа-Флоу 10 октября. |
| 5                                 | «Ланкастриан Принс»               | SS Lancastrian Prince             | грузовое судно                    | Великобритания                    | 11                                | 1 914                             | 1940                              | Лес                               |                                   | Коммодор группы торговых судов. Прибыл в Скапа-Флоу 10 октября.                                                                                          |
| 6                                 | «Ланстефан Кэстл»                 | SS Llanstephan Castle             | грузовое судно                    | Великобритания                    | 31                                | 11 348                            | 1914                              |                                   |                                   | Прибыл в Скапа-Флоу 10 октября. |
| 7                                 | «Моссовет»                        | SS Mossovet                       | грузовое судно                    | СССР                              | 24                                | 2 981                             | 1935                              | Лес                               |                                   | Прибыл в Скапа-Флоу 10 октября, в шотландский порт Данди прибыл 14 октября 1941 года.                                                                    |
| 8                                 | «Нью Вестминстер Сити»            | SS New Westminster City           | грузовое судно                    | Великобритания                    | 42                                | 4 747                             | 1929                              | Лес                               |                                   | Прибыл в Скапа-Флоу 10 октября. |
| 9                                 | «Родина»                          | SS Rodina                         | грузовое судно                    | СССР                              | 13                                | 4 441                             | 1922                              | Лес                               |                                   | Прибыл в Скапа-Флоу 10 октября. |
| 10                                | «Севзаплес»                       | SS Sevzaples                      | грузовое судно                    | СССР                              | 33                                | 3 974                             | 1932                              | Лес                               |                                   | Прибыл в Скапа-Флоу 10 октября. |
| 11                                | «Старый Большевик»                | SS Stary Bolshevik                | грузовое судно                    | СССР                              | 23                                | 3 974                             | 1933                              |                                   |                                   | Прибыл в Скапа-Флоу 10 октября. |
| 12                                | «Сухона»                          | SS Suhona                         | грузовое судно                    | СССР                              | 25                                | 3 214                             | 1918                              | Лес                               |                                   | Сбился с курса. Прибыл в Скапа-Флоу 10 октября. |
| 13                                | «Трехата»                         | SS Trehata                        | грузовое судно                    | Великобритания                    | 25                                | 4 817                             | 1928                              | Лес                               |                                   | Вице-коммодор группы торговых судов. Прибыл в Скапа-Флоу 10 октября.                                                                                     |
| 14                                | «Эшен»                            | SS Esneh                          | грузовое судно                    | Великобритания                    | 25                                | 1 931                             | 1919                              | Лес                               |                                   | Прибыл в Скапа-Флоу 10 октября. |

Английские грузовые суда, имели на вооружении пушки и зенитные пулеметы. Советские грузовые суда, имели на вооружении по два ручных пулемета пехотного образца "Мадсен", на судно.

### Эскорт
Эскорт конвоя, вышедшего из Архангельска, состоял из британского крейсера, нескольких эсминцев, корветов и одной подводной лодки.
| Список судов охранения конвоя QP-1                                                                  | Список судов охранения конвоя QP-1                                                                  | Список судов охранения конвоя QP-1                                                                  | Список судов охранения конвоя QP-1                                                                  | Список судов охранения конвоя QP-1                                                                  | Список судов охранения конвоя QP-1                                                                  | Список судов охранения конвоя QP-1                                                                  | Список судов охранения конвоя QP-1 |
| № п/п                                                                                               | Тип                                                                                                 | Номер вымпела                                                                                       | Обозначение                                                                                         | Наименование                                                                                        | Страна                                                                                              | Капитан                                                                                             | Дополнительная информация |
| Сопровождение судов конвоя QP-1, на протяжении всего маршрута с 28 сентября по 9 октября 1941 года. | Сопровождение судов конвоя QP-1, на протяжении всего маршрута с 28 сентября по 9 октября 1941 года. | Сопровождение судов конвоя QP-1, на протяжении всего маршрута с 28 сентября по 9 октября 1941 года. | Сопровождение судов конвоя QP-1, на протяжении всего маршрута с 28 сентября по 9 октября 1941 года. | Сопровождение судов конвоя QP-1, на протяжении всего маршрута с 28 сентября по 9 октября 1941 года. | Сопровождение судов конвоя QP-1, на протяжении всего маршрута с 28 сентября по 9 октября 1941 года. | Сопровождение судов конвоя QP-1, на протяжении всего маршрута с 28 сентября по 9 октября 1941 года. | Сопровождение судов конвоя QP-1, на протяжении всего маршрута с 28 сентября по 9 октября 1941 года.                                                     |
| --------------------------------------------------------------------------------------------------- | --------------------------------------------------------------------------------------------------- | --------------------------------------------------------------------------------------------------- | --------------------------------------------------------------------------------------------------- | --------------------------------------------------------------------------------------------------- | --------------------------------------------------------------------------------------------------- | --------------------------------------------------------------------------------------------------- | --- |
| 1                                                                                                   | Эсминец типа «E»                                                                                    | H27                                                                                                 | HMS Electra                                                                                         | ЕВК «Электра»                                                                                       | Великобритания                                                                                      | | |
| 2                                                                                                   | Корвет типа «Шекспир»                                                                               | T167                                                                                                | HMT Hamlet                                                                                          | ЕВК «Гамлет»                                                                                        | Великобритания                                                                                      | | |
| 3                                                                                                   | Корвет типа «Шекспир»                                                                               | T138                                                                                                | HMT Macbeth                                                                                         | ЕВК «Макбет»                                                                                        | Великобритания                                                                                      | | |
| Сопровождение судов конвоя QP-1, на разных этапах.                                                  | | | | | | | |
| 4                                                                                                   | Тяжёлый крейсер типа «Лондон»                                                                       | 69                                                                                                  | HMS London                                                                                          | ЕВК «Лондон»                                                                                        | Великобритания                                                                                      | | Сопровождал конвой с 28 сентября по 2 октября 1941 года.                                                                                                |
| 5                                                                                                   | Эсминец типа «A»                                                                                    | H14                                                                                                 | HMS Active                                                                                          | ЕВК «Эктив»                                                                                         | Великобритания                                                                                      | | Сопровождал конвой с 28 сентября по 5 октября 1941 года. Буксировал корвет «Офелия», до Акюрейри, которую оба корабля покинули 10 октября 1941 года.    |
| 6                                                                                                   | Тральщик типа «Хальсион»                                                                            | J42                                                                                                 | HMS Halcyon                                                                                         | ЕВК «Хальсион»                                                                                      | Великобритания                                                                                      | | Сопровождал конвой с 28 по 30 сентября 1941 года. |
| 7                                                                                                   | Тральщик типа «Хальсион»                                                                            | J71                                                                                                 | HMS Harrier                                                                                         | ЕВК «Хариер»                                                                                        | Великобритания                                                                                      | | Сопровождал конвой с 28 по 30 сентября 1941 года. |
| 8                                                                                                   | Тральщик типа «Хальсион»                                                                            | J86                                                                                                 | HMS Salamander                                                                                      | ЕВК «Саламандэр»                                                                                    | Великобритания                                                                                      | | Сопровождал конвой с 28 по 30 сентября 1941 года. |
| 9                                                                                                   | Корвет типа «Шекспир»                                                                               | T05                                                                                                 | HMT Ophelia                                                                                         | ЕВК «Офелия»                                                                                        | Великобритания                                                                                      | | Сопровождал конвой с 28 сентября по 5 октября 1941 года. Буксировался эсминцем «Эктив», до Акюрейри, которую оба корабля покинули 10 октября 1941 года. |
| Сопровождение судов конвоя QP-1, на позднем этапе.                                                  | | | | | | | |
| 10                                                                                                  | Тяжёлый крейсер типа «Лондон»                                                                       | 73                                                                                                  | HMS Shropshire                                                                                      | ЕВК «Шропшир»                                                                                       | Великобритания                                                                                      | | Сопровождал конвой со 2 по 10 октября 1941 года. |
| 11                                                                                                  | Эсминец типа «A»                                                                                    | H40                                                                                                 | HMS Anthony                                                                                         | ЕВК «Энтони»                                                                                        | Великобритания                                                                                      | | Сопровождая танкер «Блэк Рейнджер» (A163), присоединился к конвою QP-1. Сопровождал конвой с 4 по 9 октября 1941 года.                                  |